# 531 (tal)
531 är det naturliga heltal som följer 530 och följs av 532.

## Matematiska egenskaper
- 531 är ett udda tal.
- 531 är ett harshadtal.
- 531 är ett sammansatt tal.

## Inom vetenskapen
- 531 Zerlina, en asteroid.